# 피그미

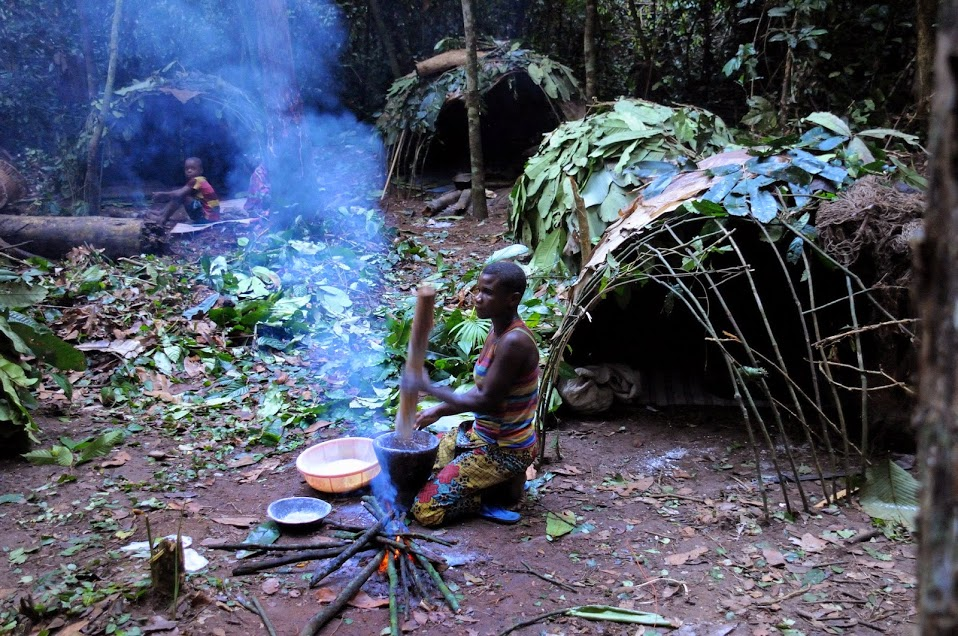
불을 피우는 아카족 피그미.

인류학에서 피그미족(pygmy peoples)이란 유독 키가 작은 민족들을 총칭해 일컫는 말이다. 명확한 정의는 없으나 흔히 성인 남성의 평균 키가 150cm에 미치지 못하는 경우를 가리킨다.
주로 아프리카 콩고 분지의 수렵채집민인 아프리카 피그미족을 가라키는 말로 쓰인다. 이외에 오세아니아와 동남아시아 지역의 네그리토 원주민 중에도 피그미로 분류되는 민족들("아시아 피그미족")이 몇 있다. 미얀마 북부 산지의 절멸위기민족으로서 두룽족의 일파로 추정되는 타론인은 동양인 중 드물게도 피그미 민족에 해당한다.

## 아프리카 피그미족

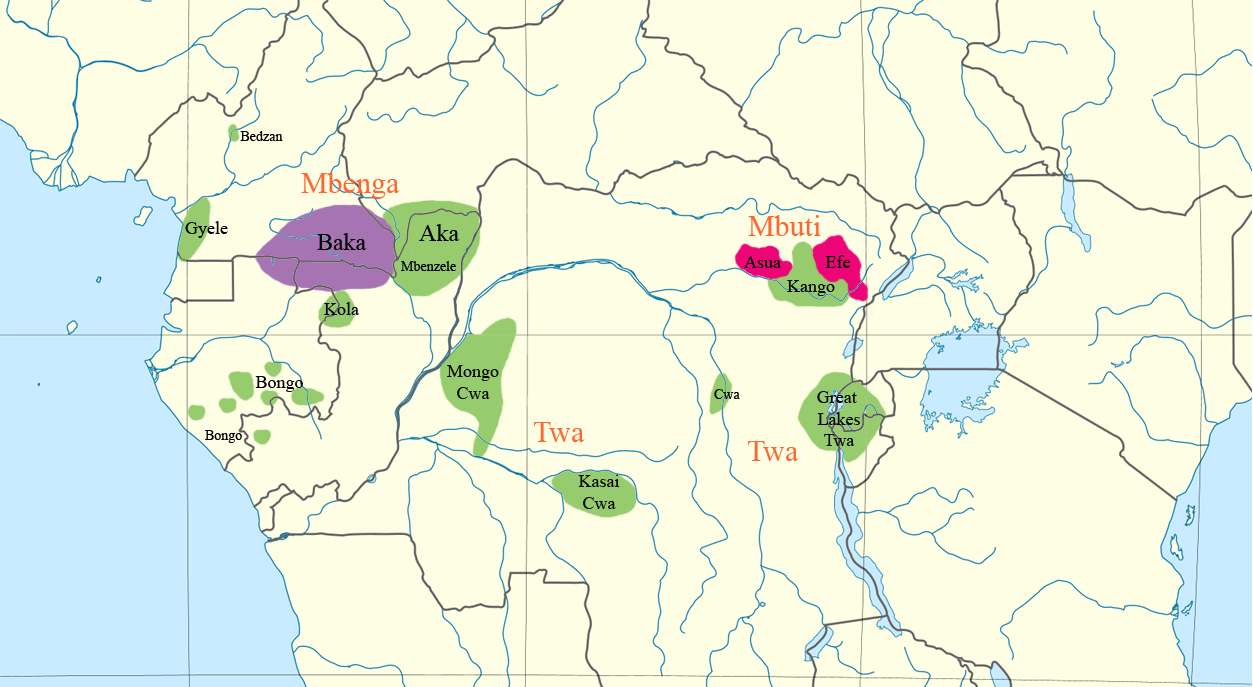
Bahuchet (2006)에 따른 아프리카 피그미족과 그 언어의 분포. 남부 트와족은 표시되지 않음.

아프리카 피그미족들은 콩고 분지를 비롯한 아프리카 중부의 여러 지역에 살고 있다. 적어도 10여 개의 피그미 부족이 알려져 있는데 이들은 서로 전혀 관계가 없는 경우도 있다. 가장 잘 알려진 것은 콩고 분지 서부의 음벵가족이며 반투어군이나 우방기어군의 언어를 사용한다. 한편 콩고민주공화국 이투리주의 이투리 우림에 사는 음부티족은 반투어 또는 중앙수단어군 언어를 쓰며, 아프리카 대호수 지대에 사는 트와족은 반투어군의 루리어나 키가어를 쓴다. 대부분의 피그미족 사회는 수렵채집사회이나 모든 것을 야생 환경에서 구하는 것은 아니다. 이들은 인접한 농부 집단과 교역하여 농산품 등을 얻기도 하며, 이러한 접근이 불가능할 정도로 숲 깊숙한 지역에 사는 피그미족은 없다. 콩고 분지에는 약 25만-60만 명의 피그미족 인구가 살고 있을 것으로 추정되고 있다. 피그미족은 주로 숲속에 사는 민족으로 여겨지나 트와족은 늪지대나 사막지대에서도 산다.

### 기원
중앙 아프리카로의 피그미족 확산은 아마 13만 년 전, 늦어도 6만 년 전에는 확실히 일어났을 것이다. 정설에 따르면 아프리카 피그미족은 본래 중앙 아프리카 열대우림의 후기 석기 시대 수렵채집민족의 직계 후손이었으나 나중에 이주해온 농업 민족에 부분적으로 흡수되거나 대체되면서 중앙수단어, 우방기어, 반투어 등의 언어를 사용하게 되었을 것이라고 한다. 이 견해는 고고학적 증거가 없으며 유전학과 언어학의 측면에서 모호한 근거가 있다.
반투어군 아카어(Aka) 어휘의 약 30%는 반투어 유래가 아니며 우방기어군 바카어(Baka)에서도 비슷한 비율의 어휘가 우방기어 유래가 아니다. 고유 어휘의 대부분은 식물에 관련된 것으로 꿀 채집 등 숲에 관련된 것에 특화되어 있으며 이 두 서부 피그미 언어 간에 공유된다. 이것이 과거 쓰이던 독립적인 서부 피그미어의 잔재라는 가설이 있다. 그러나 이러한 유형의 어휘는 피그미족과 이웃 민족 사이에서도 널리 차용되었으며 서부 피그미어의 재구는 15세기까지만 거슬러올라간다는 문제가 있다.
아프리카 피그미 집단은 유전적으로 다양성이 높으며 다른 모든 인류 집단과 크게 다르기 때문에 고대의 토착 혈통을 가지고 있음을 시사한다. 그들의 단일부모 표지자(uniparental marker)는 모든 인류 집단 중 코이산족에게서 발견되는 것 다음으로 오래된 분기를 나타낸다. 최근 유전학의 발전은 여러 피그미족의 기원을 밝힐 열쇠가 되고 있다. 연구자들은 "60,000년 전 초기에 피그미족 수렵채집인과 농경 인구의 조상이 갈라진 후 20,000년 전 피그미족의 조상이 서부 및 동부 피그미 집단으로 갈라졌다"는 사실을 발견했다.
새로운 증거는 동아프리카와 서아프리카 피그미 어린이들이 서로 다른 성장 패턴을 가지고 있음을 보여준다. 두 그룹의 차이는 피그미족의 작은 키가 그들의 공통 조상에서 비롯한 것이 아니라 비슷한 환경에 적응하면서 독립적으로 진화한 것일 가능성을 시사한다. 또한 키와 관련된 일부 유전자 집합들이 동부 피그미족 개체군에서는 유리하나 서부 피그미 인구에서는 그렇지 않다는 점도 뒷받침한다.
그러나 로저 블렌치(Roger Blench)는 피그미족이 토착 수렵채집인 집단의 후손이 아니라 숲에서의 생존 전략을 받아들인 더 큰 이웃 집단의 파생이라고 주장한다. 블렌치는 피그미족 문화와 인구의 고대성에 대한 명확한 언어학적, 고고학적 증거가 부족하며 유전적 증거에도 문제가 있을 수 있다고 지적한다. 그는 또한 피그미족이 이웃과 구별되는 사냥 기술을 가지고 있다는 증거가 없다고 지적하고 피그미족의 작은 키는 강력한 선택 압력으로 인해 상대적으로 빠른 시간(수천년 이내)만에 발생할 수 있다고 주장한다.